# 大和田 (八千代市)
大和田（おおわだ）は、千葉県八千代市の大字。
人口：8832人（男：4380人 女：4452人 / 4349世帯）※2023年8月末時点。

## 地理

### 隣接地域
八千代市
- 高津
- 高津東
- 八千代台北
- 八千代台東
- 下市場
- 萱田町
- 大和田新田

 千葉市 
- 横戸
- 柏井

### 河川
- 高津川

### 地価
千葉県八千代市大和田字小板橋道３０９番７６の地点で88,200(円/m²)

## 交通

### 鉄道
- 京成大和田駅

### 道路
- 国道296号
- 県道201号

### バス停
- 京成大和田駅バス停

## 施設
- 八千代市立大和田南小学校
- 京成大和田駅
- 八千代地域生活支援センター
- 大和田郵便局
- 真言宗豊山派 地蔵山円光寺

## 参考
- 国土交通省地価公示[3]